# ژوبراچه
ژوبراچه (به لهستانی:  Żubracze) یک روستا در لهستان است که در گمینا چیسنا واقع شده‌است. ژوبراچه ۱۱۰ نفر جمعیت دارد.